# BAFTA (премия, 2013)
66-я церемония вручения наград премии BAFTA, учреждённой Британской академией кино и телевизионных искусств, за заслуги в области кинематографа за 2012 год состоялась 10 февраля 2013 года, в Королевском театре Ковент-Гарден, в Лондоне. Номинанты в 24 категориях были объявлены Элис Ив и Джереми Ирвином 9 января 2013 года.

## Список лауреатов и номинантов
| Победители выделены отдельным цветом. |

### Основные категории
| Категории                                | Лауреаты и номинанты                                                                                                 |
| ---------------------------------------- | --- |
| Лучший фильм                             | • «Операция „Арго“» — Грант Хеслов, Бен Аффлек, Джордж Клуни                                                         |
| Лучший фильм                             | • «Отверженные» — Тим Беван, Эрик Феллнер, Дебра Хэйуорд, Камерон Макинтош                                           |
| Лучший фильм                             | • «Жизнь Пи» — Джил Неттер, Энг Ли, Дэвид Уомарк                                                                     |
| Лучший фильм                             | • «Линкольн» — Стивен Спилберг, Кэтлин Кеннеди                                                                       |
| Лучший фильм                             | • «Цель номер один» — Марк Боал, Кэтрин Бигелоу, Меган Эллисон                                                       |
| Лучший британский фильм                  | • «007: Координаты „Скайфолл“» — Сэм Мендес, Майкл Дж. Уилсон, Барбара Брокколи, Нил Пурвис, Роберт Уэйд, Джон Логан |
| Лучший британский фильм                  | • «Анна Каренина» — Джо Райт, Тим Беван, Эрик Феллнер, Пол Уэбстер, Том Стоппард                                     |
| Лучший британский фильм                  | • «Отель «Мэриголд». Лучший из экзотических» — Джон Мэдден, Грэм Бродбент, Пит Чернин, Ол Паркер                     |
| Лучший британский фильм                  | • «Отверженные» — Тим Беван, Эрик Феллнер, Дебра Хэйуорд, Камерон Макинтош                                           |
| Лучший британский фильм                  | • «Семь психопатов» — Мартин Макдонах, Грэм Бродбент, Пит Чернин                                                     |
| Лучший фильм на иностранном языке        | • «Любовь» (режиссёр Михаэль Ханеке, страна — Австрия, Германия, Франция)                                            |
| Лучший фильм на иностранном языке        | • «1+1» (режиссёры Эрик Толедано и Оливье Накаш, страна — Франция)                                                   |
| Лучший фильм на иностранном языке        | • «Охотники за головами» (режиссёр Мортен Тильдум, страна — Норвегия)                                                |
| Лучший фильм на иностранном языке        | • «Охота» (режиссёр Томас Винтерберг, страна — Дания)                                                                |
| Лучший фильм на иностранном языке        | • «Ржавчина и кость» (режиссёр Жак Одиар, страна — Франция)                                                          |
| Лучшая режиссёрская работа               | • Бен Аффлек — «Операция „Арго“»                                                                                     |
| Лучшая режиссёрская работа               | • Михаэль Ханеке — «Любовь»                                                                                          |
| Лучшая режиссёрская работа               | • Квентин Тарантино — «Джанго освобождённый»                                                                         |
| Лучшая режиссёрская работа               | • Энг Ли — «Жизнь Пи»                                                                                                |
| Лучшая режиссёрская работа               | • Кэтрин Бигелоу — «Цель номер один»                                                                                 |
| Лучшая мужская роль                      | • Дэниэл Дэй-Льюис — «Линкольн»                                                                                      |
| Лучшая мужская роль                      | • Брэдли Купер — «Мой парень — псих»                                                                                 |
| Лучшая мужская роль                      | • Бен Аффлек — «Операция „Арго“»                                                                                     |
| Лучшая мужская роль                      | • Хью Джекман — «Отверженные»                                                                                        |
| Лучшая мужская роль                      | • Хоакин Феникс — «Мастер»                                                                                           |
| Лучшая женская роль                      | • Эммануэль Рива — «Любовь»                                                                                          |
| Лучшая женская роль                      | • Хелен Миррен — «Хичкок»                                                                                            |
| Лучшая женская роль                      | • Дженнифер Лоуренс — «Мой парень — псих»                                                                            |
| Лучшая женская роль                      | • Джессика Честейн — «Цель номер один»                                                                               |
| Лучшая женская роль                      | • Марион Котийяр — «Ржавчина и кость»                                                                                |
| Лучшая мужская роль второго плана        | • Кристоф Вальц — «Джанго освобождённый»                                                                             |
| Лучшая мужская роль второго плана        | • Алан Аркин — «Операция „Арго“»                                                                                     |
| Лучшая мужская роль второго плана        | • Хавьер Бардем — «007: Координаты „Скайфолл“»                                                                       |
| Лучшая мужская роль второго плана        | • Филип Сеймур Хоффман — «Мастер»                                                                                    |
| Лучшая мужская роль второго плана        | • Томми Ли Джонс — «Линкольн»                                                                                        |
| Лучшая женская роль второго плана        | • Энн Хэтэуэй — «Отверженные»                                                                                        |
| Лучшая женская роль второго плана        | • Эми Адамс — «Мастер»                                                                                               |
| Лучшая женская роль второго плана        | • Хелен Хант — «Суррогат»                                                                                            |
| Лучшая женская роль второго плана        | • Джуди Денч — «007: Координаты „Скайфолл“»                                                                          |
| Лучшая женская роль второго плана        | • Салли Филд — «Линкольн»                                                                                            |
| Лучший анимационный полнометражный фильм | • «Храбрая сердцем»                                                                                                  |
| Лучший анимационный полнометражный фильм | • «Франкенвини» |
| Лучший анимационный полнометражный фильм | • «Паранорман, или Как приручить зомби»                                                                              |
| Лучший оригинальный сценарий             | • «Джанго освобождённый» — Квентин Тарантино                                                                         |
| Лучший оригинальный сценарий             | • «Любовь» — Михаэль Ханеке                                                                                          |
| Лучший оригинальный сценарий             | • «Мастер» — Пол Томас Андерсон                                                                                      |
| Лучший оригинальный сценарий             | • «Королевство полной луны» — Уэс Андерсон, Роман Коппола                                                            |
| Лучший оригинальный сценарий             | • «Цель номер один» — Марк Боал                                                                                      |
| Лучший адаптированный сценарий           | • «Мой парень — псих» — Дэвид Оуэн Расселл                                                                           |
| Лучший адаптированный сценарий           | • «Звери дикого Юга» — Люси Алибар, Бен Зайтлин                                                                      |
| Лучший адаптированный сценарий           | • «Жизнь Пи» — Дэвид Мэги                                                                                            |
| Лучший адаптированный сценарий           | • «Линкольн» — Тони Кушнер                                                                                           |
| Лучший адаптированный сценарий           | • «Операция „Арго“» — Крис Террио                                                                                    |

### Другие категории
| Категории                                                              | Лауреаты и номинанты                                                                                                   |
| ---------------------------------------------------------------------- | --- |
| Лучшая музыка к фильму                                                 | • «007: Координаты „Скайфолл“» — Томас Ньюман                                                                          |
| Лучшая музыка к фильму                                                 | • «Анна Каренина» — Дарио Марианелли                                                                                   |
| Лучшая музыка к фильму                                                 | • «Операция „Арго“» — Александр Деспла                                                                                 |
| Лучшая музыка к фильму                                                 | • «Жизнь Пи» — Майкл Данна                                                                                             |
| Лучшая музыка к фильму                                                 | • «Линкольн» — Джон Уильямс                                                                                            |
| Лучшая операторская работа                                             | • «Жизнь Пи» — Клаудио Миранда                                                                                         |
| Лучшая операторская работа                                             | • «Анна Каренина» — Шеймас Макгарви                                                                                    |
| Лучшая операторская работа                                             | • «Отверженные» — Дэнни Коэн                                                                                           |
| Лучшая операторская работа                                             | • «007: Координаты „Скайфолл“» — Роджер Дикинс                                                                         |
| Лучшая операторская работа                                             | • «Линкольн» — Януш Камински                                                                                           |
| Лучшие визуальные эффекты                                              | • «Жизнь Пи» — Билл Вестенхофер, Гийом Рошерон, Эрик-Ян Де Бауэр                                                       |
| Лучшие визуальные эффекты                                              | • «Хоббит: Нежданное путешествие» — Джо Леттери, Эрик Сэйндон, Дэвид Клэйтон, Р. Кристофер Уайт                        |
| Лучшие визуальные эффекты                                              | • «Тёмный рыцарь: Возрождение легенды» — Пол Франклин, Крис Корбу, Питер Уэбб, Эндрю Локли                             |
| Лучшие визуальные эффекты                                              | • «Мстители» — Янек Сиррс, Джефф Уайт, Гай Уильямс и Дэн Судик                                                         |
| Лучшие визуальные эффекты                                              | • «Прометей» — Ричард Стэммерс, Чарли Хенли, Тревор Вуд, Пол Баттерворт                                                |
| Лучший грим и укладка волос                                            | • «Отверженные» — Лиза Уэсткотт                                                                                        |
| Лучший грим и укладка волос                                            | • «Хичкок» — Джули Хьюитт, Мартин Сэмюэль, Говард Бергер                                                               |
| Лучший грим и укладка волос                                            | • «Хоббит: Нежданное путешествие» — Питер Суордс Кинг, Ричард Тейлор, Рик Финдлэйтер                                   |
| Лучший грим и укладка волос                                            | • «Анна Каренина» — Айвана Приморак                                                                                    |
| Лучший грим и укладка волос                                            | • «Линкольн» — Луис Бёрвэлл, Кэй Джорджиу                                                                              |
| Лучший дизайн костюмов                                                 | • «Анна Каренина» — Жаклин Дюрран                                                                                      |
| Лучший дизайн костюмов                                                 | • «Большие надежды» — Беатрикс Аруна Паштор                                                                            |
| Лучший дизайн костюмов                                                 | • «Отверженные» — Пако Дельгадо                                                                                        |
| Лучший дизайн костюмов                                                 | • «Линкольн» — Джоанна Джонстон                                                                                        |
| Лучший дизайн костюмов                                                 | • «Белоснежка и охотник» — Коллин Этвуд                                                                                |
| Лучшая работа художника-постановщика                                   | • «Отверженные» — Ив Стюарт, Анна Линч-Робинсон                                                                        |
| Лучшая работа художника-постановщика                                   | • «Анна Каренина» — Сара Гринвуд, Кэти Спенсер                                                                         |
| Лучшая работа художника-постановщика                                   | • «007: Координаты „Скайфолл“» — Деннис Гасснер, Анна Пиннок                                                           |
| Лучшая работа художника-постановщика                                   | • «Жизнь Пи» — Дэвид Гропман, Анна Пиннок                                                                              |
| Лучшая работа художника-постановщика                                   | • «Линкольн» — Рик Картер, Джим Эриксон                                                                                |
| Лучший монтаж                                                          | • «Операция „Арго“» — Уильям Голденберг                                                                                |
| Лучший монтаж                                                          | • «007: Координаты „Скайфолл“» — Стюарт Бэйрд                                                                          |
| Лучший монтаж                                                          | • «Джанго освобождённый» — Фред Раскин                                                                                 |
| Лучший монтаж                                                          | • «Жизнь Пи» — Тим Скуайрс                                                                                             |
| Лучший монтаж                                                          | • «Цель номер один» — Дилан Тиченор, Уильям Голденберг                                                                 |
| Лучший звук                                                            | • «Отверженные» — Саймон Хейес, Энди Нельсон, Марк Патерсон, Джонатан Аллен, Ли Уолпол, Джон Уорхёрст                  |
| Лучший звук                                                            | • «Джанго освобождённый» — Марк Улано, Майкл Минклер, Тони Ламберти, Уайли Стейтмен                                    |
| Лучший звук                                                            | • «Хоббит: Нежданное путешествие» — Тони Джонсон, Кристофер Бойес, Майкл Хеджес, Майкл Семаник, Брент Бёрдж, Крис Уорд |
| Лучший звук                                                            | • «007: Координаты „Скайфолл“» — Стюарт Уилсон, Скотт Миллан, Грег П. Расселл, Пер Холлберг, Карен Бэйкер Лэндерс      |
| Лучший звук                                                            | • «Жизнь Пи» — Дрю Кунин, Юджин Джирти, Филип Стоктон, Рон Бартлетт, Д. М. Хемпхилл                                    |
| Лучший анимационный короткометражный фильм                             | • The Making of Longbird                                                                                               |
| Лучший анимационный короткометражный фильм                             | • I’m Fine Thanks |
| Лучший анимационный короткометражный фильм                             | • Here to Fall |
| Лучший короткометражный фильм                                          | • Swimmer |
| Лучший короткометражный фильм                                          | • Good Night |
| Лучший короткометражный фильм                                          | • The Curse |
| Лучший короткометражный фильм                                          | • Tumult |
| Лучший короткометражный фильм                                          | • The Voorman Problem                                                                                                  |
| Премия за лучший дебют британского сценариста, режиссёра или продюсера | • Барт Лэйтон (режиссёр), Димитри Доганис (продюсер) — «Самозванец»                                                    |
| Премия за лучший дебют британского сценариста, режиссёра или продюсера | • Дэвид Моррис (режиссёр), Жак Моррис (режиссёр, продюсер) — «Маккаллин»                                               |
| Премия за лучший дебют британского сценариста, режиссёра или продюсера | • Декстер Флетчер (режиссёр, сценарист), Дэнни Кинг (сценарист) — «Дикий Билл»                                         |
| Премия за лучший дебют британского сценариста, режиссёра или продюсера | • Джеймс Бобин (режиссёр) — «Маппеты»                                                                                  |
| Премия за лучший дебют британского сценариста, режиссёра или продюсера | • Тина Гарави (режиссёр, сценарист) — «Я — Насрин»                                                                     |
| Восходящая звезда                                                      | • Джуно Темпл |
| Восходящая звезда                                                      | • Андреа Райсборо |
| Восходящая звезда                                                      | • Элизабет Олсен |
| Восходящая звезда                                                      | • Алисия Викандер |
| Восходящая звезда                                                      | • Сурадж Шарма |

## Специальные награды

### BAFTA Academy Fellowship Award
- Алан Паркер

### Премия BAFTA за выдающийся британский вклад в кинематограф
- Тесса Росс